# Hayley Mills
Hayley Mills (* 18. dubna 1946, Londýn, Spojené království) je anglická herečka. 
Jejím otcem byl herec John Mills a matkou herečka Mary Hayley Bell, její starší sestra Juliet Millsová je rovněž herečkou. 
Svou první roli dostala již v roce 1947, první větší roli dostala v roce 1959 ve filmu Korunní svědek. Později hrála například ve filmech Mluviti do větru (1961), Po stopách trosečníků (1962), Zatracená kočka (1965) a Schůzka se smrtí (1988). Rovněž hrála v různých televizních seriálech a divadle. V letech 1971 až 1978 byl jejím manželem režisér Roy Boulting. Později žila s hercem Leighem Lawsonem a v devadesátých letech s Firdousem Bamjim. V roce 2008 jí byla diagnostikována rakovina prsu, ze které se úspěšně vyléčila.